# Claudine Schaul
Claudine Schaul (Luxemburg, 1983. augusztus 20. –) luxemburgi teniszezőnő.
2002-ben kezdte profi pályafutását, egy egyéni és egy páros WTA-tornát nyert meg, emellett négy egyéni és három páros ITF-tornán végzett az első helyen. Legjobb egyéni világranglista-helyezése negyvenegyedik volt, ezt 2004 májusában érte el, párosban a legjobb helyezése a 2004. november 8-án elért 71. hely.
A Grand Slam-tornákon a legjobb eredménye egyéniben a 3. kör, amelyet 2003-as US Openen és a 2004-es Australian Openen ért el. Párosban a 2004-es US Openen a 2. körbe jutott.
1998–2018 között 83 alkalommal szerepelt Luxemburg Fed-kupa-válogatottjában 41–42-es eredménnyel.

## WTA-döntői

### Egyéni

#### Győzelmei (1)
| Összesítés           |                        |
| Grand Slam-torna (0) |                        |
| Tier I (0)           | Premier Mandatory* (0) |
| Tier II (0)          | Premier Five* (0)      |
| Tier III (1)         | Premier* (0)           |
| Tier IV (0)          | International* (0)     |
| Tier V (0)           | Challenger* (0)        |

* 2009-től megváltozott a tornák rendszere. Challenger tornákat 2012-től rendeznek.
 Az egymás mellett azonos színnel jelölt tornatípusok között nincs teljes mértékű megfelelés.
| No. | Dátum           | Helyszín                                 | Borítás | Ellenfél a döntőben | Eredmény a döntőben |
| 1.  | 2004. május 22. | Internationaux de Strasbourg, Strasbourg | Salak   | Lindsay Davenport   | 2–6, 6–0, 6–3       |

### Páros

#### Győzelmei (1)
| Összesítés           |                        |
| Grand Slam-torna (0) |                        |
| Tier I (0)           | Premier Mandatory* (0) |
| Tier II (0)          | Premier Five* (0)      |
| Tier III (0)         | Premier* (0)           |
| Tier IV (0)          | International* (0)     |
| Tier V (1)           | Challenger* (0)        |

* 2009-től megváltozott a tornák rendszere.
 Az egymás mellett azonos színnel jelölt tornatípusok között nincs teljes mértékű megfelelés.
|    | Dátum            | Torna                            | Borítás | Partner         | Ellenfelek a döntőben       | Eredmény a döntőben |
| 1. | 2004. január 17. | Canberra International, Canberra | Kemény  | Jelena Kostanić | Caroline Dhenin Lisa McShea | 6–4, 7–6(3)         |

#### Elveszített döntői (2)
|    | Dátum            | Torna                            | Borítás | Partner         | Ellenfelek a döntőben        | Eredmény a döntőben |
| 1. | 2004. június 19. | Ordina Open, ’s-Hertogenbosch    | Fű      | Jelena Kostanić | Lisa McShea Milagros Sequera | 6–7(3), 3–6         |
| 2. | 2004. július 18. | Silicon Valley Classic, Stanford | Kemény  | Iveta Benešová  | Eléni Danjilídu Nicole Pratt | 2–6, 4–6            |

## Év végi világranglista-helyezései
| Év     | 1999 | 2000 | 2001 | 2002 | 2003 | 2004 | 2005 | 2006 | 2007 | 2008 | 2009 | 2010 | 2011 | 2012 |
| Egyéni | 557. | 356. | 261. | 132. | 81.  | 61.  | 165. | 195. | 515. | 389. | 388. | 995. | –    | 778. |
| Páros  | –    | –    | 601. | 257. | 267. | 71.  | 230. | 273. | 209. | 297. | 390. | –    | –    | 815. |